# Waterkrachtcentrale Riga
Waterkrachtcentrale Riga (Lets:Rīgas hidroelektrostacija afgekort met Rīgas HES) ligt aan de zuidkant van de stad Riga in de rivier de Westelijke Dvina (Lets: Daugava) bij Salaspils.
Deze centrale heeft zes kaplanturbines met een totale capaciteit van 402 Megawatt. Dit is de nieuwste en een na grootste waterkrachtcentrale van Letland en wordt beheerd door het bedrijf Latvenergo. De centrale wordt gebruikt als een compensatie voor de TEC2 thermische centrale, voor stabilisatie in de elektrische netwerken en om tekorten te compenseren.